# 丹取郡
丹取郡（にとりぐん、にとりのこおり）は、8世紀前半の日本の陸奥国に置かれた郡である。713年に当時の陸奥国最北の郡として、現在の宮城県大崎市を中心に設置された。728年頃に分割、廃止された。

## 概要
『続日本紀』には、和銅6年（713年）12月2日に陸奥国に新たに丹取郡を建てたと記されている。続いて神亀5年（728年）に丹取軍団を玉造軍団に改称したとする記事がある。これが丹取について言及する史料のすべてである。後世の地名にも丹取にあたるようなものは見出せない。玉造郡（現在の大崎市）を中心にした地域だろうと推測される。

## 名取郡の誤字説
軍団の改称記事から、丹取郡が玉造郡に継承されたとする説は江戸時代からあったが、1970年代まではむしろこれを名取郡の誤りとする説が有力であった。これには、8世紀初めに多賀城が設置されたのを対蝦夷の国境警備の城とみて、多賀城より早くそれより北に郡が置かれるのはおかしいとする考えがあった。
しかし、古墳時代の古墳や奈良時代の瓦窯の発掘が進むと、名取郡も多賀城付近も、国境地帯とみなすことはできなくなった。名取郡には東北地方最大の雷神山古墳、北隣の宮城郡には遠見塚古墳があり、中小の古墳まで含めると多数の古墳が継続的に築かれている。奥羽山脈を越えれば8世紀初めまでに陸奥国管内で最上郡が置かれており、名取郡設置がそれより下るというのも不自然である。また、その頃の玉造郡周辺にまだ郡がなかったとすると、養老2年（718年）に陸奥国から石城国が6郡、石背国が5郡をもって分割されたとき、陸奥国には名取郡と南隣の柴田郡、北隣の宮城郡程度しか残らなかったことになる。北辺を支える国としては狭すぎる感がある。
後に、名取郡にあたる郡山遺跡が7世紀末以降の官衙遺跡と判明し、8世紀初めの名取に郡が置かれていなかったとする説は支持しがたくなった。また、多賀城が創建時（724年）の瓦を城より北に離れたところにある窯で焼いていたことから、多賀城が国境警備の砦として置かれたとは考えられなくなった。こうしたことから、丹取郡を玉造郡の前身とするのが定説になった。

## 丹取郡の範囲と分割
丹取郡が玉造郡の前身だとすると、その中心地は現在の大崎市にあたる。範囲については不明だが、後の年代の史料に黒川郡など10郡（または11郡）、という表現でひとまとめにされた地域が出てくるので、これが丹取郡から分割された小さな郡ではないかとする説が有力である。